# Терминальная дезоксинуклеотидилтрансфераза
Терминальная дезоксинуклеотидилтрансфераза (ТдТ), также известная как ДНК-нуклеотидилэкзотрансфераза (ДНЭT) или терминальная трансфераза, — специализированная ДНК-полимераза, экспрессируемая в незрелых, прe-B-, пре-T-лимфоцитах, и при остром лимфобластном лейкозе. ТдТ добавляет N-нуклеотиды к V-, D-, и J-экзонам генов TCR и BCR во время рекомбинации генов антител, запуская феномен узлового разнообразия. У людей терминальная трансфераза кодируется геном ДНЭТ. Как член семейства Х ферментов ДНК-полимераз, она работает совместно с полимеразой λ и полимеразой μ, которые принадлежат к тому же семейству X ферментов-полимераз. Разнообразие, создаваемое ТдТ, играет важную роль для иммунной системы позвоночных, значительно увеличивая разнообразие антигенных рецепторов тех клеток, которые предназначены для борьбы с патогенами. 